# فريديريك فايس
فريديريك فايس (بالفرنسية: Frédéric Weis)‏ مواليد 22 يونيو 1977 في فرنسا، هو لاعب كرة سلة فرنسي معتزل. بدأ مسيرته الاحترافية في سنة 1995. تم اختياره من قبل فريق نيويورك نيكس خلال الدرافت. يبلغ طوله 7 قدم 2 بوصة (2.2 م). مثّل منتخب بلاده. شارك في دورة الألعاب الأولمبية الصيفية سنة 2000. اعتزل اللعب في 2011.

## المسيرة الاحترافية
لعب مع ليموج سي إس بي في الدوري الفرنسي من سنة 1995 إلى 2000، ثم لعب مع بالونكيستو مالقا في الدوري الإسباني من سنة 2000 إلى 2004، ثم لعب مع بلباو باسكت من سنة 2004 إلى 2009، ثم لعب مع منورقة لكرة السلة في الدوري الإسباني في سنة 2009، ثم لعب مع ليموج سي إس بي في الدوري الفرنسي في موسم 2010–2011.

## الميداليات
| الميدالية | المسابقة                         |
| --------- | -------------------------------- |
| برونزية   | بطولة أمم أوروبا لكرة السلة 2005 |

## روابط خارجية
- فريديريك فايس على موقع الاتحاد الدولي لكرة السلة (الإنجليزية)
- فريديريك فايس على موقع الدوري الأوروبي لكرة السلة (الإنجليزية)
- فريديريك فايس على موقع سبورتس رفرنس (الإنجليزية)
- فريديريك فايس على موقع الدوري الإسباني لكرة السلة (الإسبانية)
- فريديريك فايس على موقع كرة السلة الأوروبية.كوم (الإنجليزية)
- فريديريك فايس على موقع ريلجم (الإنجليزية)
- فريديريك فايس على موقع بروبوليرز (الإنجليزية)
- فريديريك فايس على موقع سبورتس رفرنس (الإنجليزية)
- فريديريك فايس على موقع أوليمبيديا (الإنجليزية)